# Cassina Rizzardi
Cassina Rizzardi ist eine norditalienische Gemeinde (comune) mit 3296 Einwohnern (Stand 31. Dezember 2023) in der Provinz Como in der Lombardei.

## Geographie
Die Gemeinde liegt etwa acht Kilometer südwestlich von Como. Die Nachbargemeinden sind am Norden Villa Guardia, am Osten Fino Mornasco, am Süden Cadorago, und am Westen Bulgarograsso.

## Verkehr
Cassina Rizzardi liegt an der Autostrada A9 von Lainate zur Schweizer Grenze.

## Sehenswürdigkeiten
- Pfarrkirche San Giuseppe e Maria sposi[2]